# Водограй (пісня)
«Водогра́й» — пісня Володимира Івасюка, яка стала однією з найвідоміших українських пісень у світі.
Володимир Івасюк її написав 1970 року у 21-річному віці, ще коли він був студентом Чернівецького медичного інституту.

## Історія створення
Задум «Водограю» навіяв композиторові косівський водоспад Гук. Пісня народжувалася в «муках творчості», довго викликала невдоволення. Івасюк вносив зміни в сюжет пісні і лише через певний час зміг написати варіант, який його влаштовував. У цій пісні — вираз нестримного буяння молодості.
На обласному телебаченні Івасюк мав добрих друзів: головного режисера Василя Селезінку та звукооператора Василя Стріховича, яким повідомив про дві нові пісні. Прем'єра пісень відбулася в програмі «Камертон доброго настрою». Для запису Івасюк запросив до студії оркестр ансамблю «Карпати» Валерія Громцева. Солісткою була молода вчителька музики Олена Кузнєцова, яка володіла гарним сопрано. Володимир з Оленою заспівали дуетом, зробивши дванадцять дублів.
13 вересня 1970 року пополудні Чернівецька телестудія на всю Україну транслювала прем'єри пісень «Червона рута» і «Водограй».
Обом пісням ансамбль «Смерічка» відкрив шлях у світ. У виконанні Назарія Яремчука та Мирослави Єжеленко «Водограй» став найкращою піснею СРСР на конкурсі «Пісня-72».